# Barton (Cumbria)
Barton is een civil parish in het bestuurlijke gebied Eden, in het Engelse graafschap Cumbria met 238 inwoners.
Above Derwent
· Aikton
· Ainstable
· Aldingham
· Allhallows
· Allonby
· Alston Moor
· Angerton
· Appleby-in-Westmorland
· Arlecdon and Frizington
· Arnside
· Arthuret
· Asby
· Askam and Ireleth
· Askerton
· Askham
· Aspatria
· Bampton
· Barbon
· Barton
· Bassenthwaite
· Beaumont
· Beckermet
· Beetham
· Bewaldeth and Snittlegarth
· Bewcastle
· Blawith and Subberthwaite
· Blennerhasset and Torpenhow
· Blindbothel
· Blindcrake
· Bolton
· Boltons
· Bootle
· Borrowdale
· Bothel and Threapland
· Bowness-on-Solway
· Brampton
· Bridekirk
· Brigham
· Bromfield
· Brough
· Brough Sowerby
· Brougham
· Broughton
· Broughton East
· Broughton Moor
· Broughton West
· Burgh by Sands
· Burtholme
· Burton-in-Kendal
· Buttermere
· Camerton
· Carlatton
· Carlatton and Cumrew
· Cartmel Fell
· Casterton
· Castle Carrock
· Castle Sowerby
· Catterlen
· Claife
· Cleator Moor
· Cliburn
· Clifton
· Cockermouth
· Colby
· Colton
· Coniston
· Crackenthorpe
· Crook
· Crosby Garrett
· Crosby Ravensworth
· Crosscanonby
· Crosthwaite and Lyth
· Culgaith
· Cummersdale
· Cumrew
· Cumwhitton
· Dacre
· Dalston
· Dalton Town with Newton
· Dean
· Dearham
· Dent
· Distington
· Docker
· Drigg and Carleton
· Dufton
· Dundraw
· Dunnerdale with Seathwaite
· Egremont
· Egton with Newland
· Embleton
· Ennerdale and Kinniside
· Eskdale
· Farlam
· Fawcett Forest
· Firbank
· Garsdale
· Geltsdale
· Gilcrux
· Glassonby
· Gosforth
· Grange-over-Sands
· Grayrigg
· Great Clifton
· Great Salkeld
· Great Strickland
· Greystoke
· Haile
· Hartley
· Haverthwaite
· Hawkshead
· Hayton
· Hayton and Mealo
· Helbeck
· Helsington
· Hesket
· Hethersgill
· Heversham
· Hincaster
· Hoff
· Holme
· Holme Abbey
· Holme East Waver
· Holme Low
· Holme St Cuthbert
· Hugill
· Hunsonby
· Hutton
· Hutton Roof
· Ireby and Uldale
· Irthington
· Irton with Santon
· Kaber
· Kendal
· Kentmere
· Keswick
· Kingmoor
· King's Meaburn
· Kingwater
· Kirkandrews
· Kirkbampton
· Kirkbride
· Kirkby Ireleth
· Kirkby Lonsdale
· Kirkby Stephen
· Kirkby Thore
· Kirklinton Middle
· Kirkoswald
· Lakes
· Lambrigg
· Lamplugh
· Langwathby
· Lazonby
· Levens
· Lindal and Marton
· Little Clifton
· Little Strickland
· Long Marton
· Longsleddale
· Lorton
· Lowca
· Lower Allithwaite
· Lower Holker
· Loweswater
· Lowick
· Lowside Quarter
· Lowther
· Lupton
· Mallerstang
· Mansergh
· Mansriggs
· Martindale
· Maryport
· Matterdale
· Meathop and Ulpha
· Middleton
· Midgeholme
· Milburn
· Millom
· Millom Without
· Milnthorpe
· Moresby
· Morland
· Muncaster
· Mungrisdale
· Murton
· Musgrave
· Nateby
· Natland
· Nether Denton
· Nether Staveley
· New Hutton
· Newbiggin 
· Newby
· Nicholforest
· Old Hutton and Holmescales
· Ormside
· Orton (Carlisle)
· Orton (Eden)
· Osmotherley
· Oughterside and Allerby
· Ousby
· Over Staveley
· Papcastle
· Parton
· Patterdale
· Pennington
· Plumbland
· Ponsonby
· Preston Patrick
· Preston Richard
· Ravenstonedale
· Rockcliffe
· Satterthwaite
· Scaleby
· Scalthwaiterigg
· Seascale
· Seaton
· Sebergham
· Sedbergh
· Sedgwick
· Setmurthy
· Shap
· Shap Rural
· Silloth
· Skelsmergh
· Skelton
· Skelwith
· Sleagill
· Sockbridge and Tirril
· Solport
· Soulby
· St Bees
· St Bridget Beckermet
· St Cuthbert Without
· St John's Castlerigg and Wythburn
· St John Beckermet
· Stainmore
· Stainton
· Stanwix Rural
· Stapleton
· Staveley-in-Cartmel
· Strickland Ketel
· Strickland Roger
· Tebay
· Temple Sowerby
· Threlkeld
· Thrimby
· Thursby
· Torver
· Ulpha
· Ulverston
· Underbarrow and Bradleyfield
· Underskiddaw
· Upper Allithwaite
· Upper Denton
· Urswick
· Waberthwaite
· Waitby
· Walton
· Warcop
· Wasdale
· Waterhead
· Waverton
· Weddicar
· Westlinton
· Westnewton
· Westward
· Wetheral
· Wharton
· Whicham
· Whinfell
· Whitwell and Selside
· Wigton
· Windermere
· Winscales
· Winton
· Witherslack
· Woodside
· Workington
· Wythop
· Yanwath and Eamont Bridge